# Lijst van Formule 1-coureurs met een poleposition

Grafiek van recordhouders meeste polepositions.

De Lijst van Formule 1-coureurs met een poleposition bevat alle Formule 1-coureurs die voor één of meer Grands Prix de poleposition behaalden. 
- De winnaars van de Indianapolis 500 van 1950 tot 1960 zijn opgenomen in de lijst omdat de race toen meetelde voor het kampioenschap. De Indy 500 wordt echter niet beschouwd als een grand prix.

## Aantal polepositions per coureur
Tabel bijgewerkt tot en met de kwalificatie van de GP van Hongarije, 2 augustus 2025.
Bij gelijk aantal polepositions wordt de volgorde bepaald door het jaar waarin de laatste poleposition werd behaald. 
| Legenda | Legenda                              |
| ------- | ------------------------------------ |
| Vet     | Coureur actief in 2025               |
| *       | Aantal keer Formule 1 Wereldkampioen |

|    | Coureur                        | Land                | Aantal polepositions | Actieve jaren             | Eerste pole                | Laatste pole               |
| -- | ------------------------------ | ------------------- | -------------------- | ------------------------- | -------------------------- | -------------------------- |
| 1  | Lewis Hamilton*******          | Verenigd Koninkrijk | 104                  | 2007–heden                | Canada 2007                | Hongarije 2023             |
| 2  | Michael Schumacher*******      | Duitsland           | 68                   | 1991–2006 2010–2012       | Monaco 1994                | Frankrijk 2006             |
| 3  | Ayrton Senna***                | Brazilië            | 65                   | 1984–1994                 | Portugal 1985              | San Marino 1994            |
| 4  | Sebastian Vettel****           | Duitsland           | 57                   | 2007–2022                 | Italië 2008                | Japan 2019                 |
| 5  | Max Verstappen****             | Nederland           | 44                   | 2015–heden                | Hongarije 2019             | Groot-Brittannië 2025      |
| 6  | Jim Clark**                    | Verenigd Koninkrijk | 33                   | 1960–1968                 | Monaco 1962                | Zuid-Afrika 1968           |
| 6  | Alain Prost****                | Frankrijk           | 33                   | 1980–1991 1993            | Duitsland 1981             | Japan 1993                 |
| 8  | Nigel Mansell*                 | Verenigd Koninkrijk | 32                   | 1980–1992 1994–1995       | Dallas 1984                | Australië 1994             |
| 9  | Nico Rosberg*                  | Duitsland           | 30                   | 2006–2016                 | China 2012                 | Japan 2016                 |
| 10 | Juan Manuel Fangio*****        | Argentinië          | 29                   | 1950–1951 1953–1958       | Monaco 1950                | Argentinië 1958            |
| 11 | Charles Leclerc                | Monaco              | 27                   | 2018–heden                | Bahrein 2019               | Hongarije 2025             |
| 12 | Mika Häkkinen**                | Finland             | 26                   | 1991–2001                 | Luxemburg 1997             | België 2000                |
| 13 | Niki Lauda***                  | Oostenrijk          | 24                   | 1971–1979 1982–1985       | Zuid-Afrika 1974           | Zuid-Afrika 1978           |
| 13 | Nelson Piquet sr.***           | Brazilië            | 24                   | 1978–1991                 | Verenigde Staten West 1980 | Spanje 1987                |
| 15 | Fernando Alonso**              | Spanje              | 22                   | 2001 2003–2018 2021–heden | Maleisië 2003              | Duitsland 2012             |
| 16 | Damon Hill*                    | Verenigd Koninkrijk | 20                   | 1992–1999                 | Frankrijk 1993             | Portugal 1996              |
| 16 | Valtteri Bottas                | Finland             | 20                   | 2013–heden                | Bahrein 2017               | São Paulo 2021             |
| 18 | Mario Andretti*                | Verenigde Staten    | 18                   | 1968–1972 1974–1982       | Verenigde Staten 1968      | Italië 1982                |
| 18 | René Arnoux                    | Frankrijk           | 18                   | 1978–1989                 | Oostenrijk 1979            | Groot-Brittannië 1983      |
| 18 | Kimi Räikkönen*                | Finland             | 18                   | 2001–2009 2012–2021       | Europa 2003                | Italië 2018                |
| 21 | Jackie Stewart***              | Verenigd Koninkrijk | 17                   | 1965–1973                 | Monaco 1969                | Duitsland 1973             |
| 22 | Stirling Moss                  | Verenigd Koninkrijk | 16                   | 1951–1961                 | Groot-Brittannië 1955      | Monaco 1961                |
| 22 | Felipe Massa                   | Brazilië            | 16                   | 2002 2004–2017            | Turkije 2006               | Oostenrijk 2014            |
| 24 | Alberto Ascari**               | Italië              | 14                   | 1950–1955                 | Duitsland 1951             | Spanje 1954                |
| 24 | James Hunt*                    | Verenigd Koninkrijk | 14                   | 1973–1979                 | Brazilië 1976              | Verenigde Staten 1977      |
| 24 | Ronnie Peterson                | Zweden              | 14                   | 1970–1978                 | Brazilië 1973              | Oostenrijk 1978            |
| 24 | Rubens Barrichello             | Brazilië            | 14                   | 1993–2011                 | België 1994                | Brazilië 2009              |
| 28 | Graham Hill**                  | Verenigd Koninkrijk | 13                   | 1958–1975                 | België 1962                | Groot-Brittannië 1968      |
| 28 | Jack Brabham***                | Australië           | 13                   | 1955–1970                 | Groot-Brittannië 1959      | Spanje 1970                |
| 28 | Jacky Ickx                     | België              | 13                   | 1967–1979                 | Duitsland 1968             | Italië 1972                |
| 28 | Jacques Villeneuve*            | Canada              | 13                   | 1996–2006                 | Australië 1996             | Europa 1997                |
| 28 | Juan Pablo Montoya             | Colombia            | 13                   | 2001–2006                 | Duitsland 2001             | België 2005                |
| 28 | Mark Webber                    | Australië           | 13                   | 2002–2013                 | Duitsland 2009             | Abu Dhabi 2013             |
| 28 | Lando Norris                   | Verenigd Koninkrijk | 13                   | 2019–heden                | Rusland 2021               | België 2025                |
| 35 | Gerhard Berger                 | Oostenrijk          | 12                   | 1984–1997                 | Portugal 1987              | Duitsland 1997             |
| 35 | David Coulthard                | Verenigd Koninkrijk | 12                   | 1994–2008                 | Argentinië 1995            | Monaco 2001                |
| 37 | Jochen Rindt*                  | Oostenrijk          | 10                   | 1964–1970                 | Frankrijk 1968             | Oostenrijk 1970            |
| 38 | John Surtees*                  | Verenigd Koninkrijk | 8                    | 1960–1972                 | Portugal 1960              | Italië 1968                |
| 38 | Riccardo Patrese               | Italië              | 8                    | 1977–1993                 | Verenigde Staten West 1981 | Hongarije 1992             |
| 38 | Jenson Button*                 | Verenigd Koninkrijk | 8                    | 2000–2017                 | San Marino 2004            | België 2012                |
| 41 | Jacques Laffite                | Frankrijk           | 7                    | 1974–1986                 | Italië 1976                | Spanje 1981                |
| 42 | Phil Hill*                     | Verenigde Staten    | 6                    | 1958–1964 1966            | Italië 1960                | Duitsland 1961             |
| 42 | Carlos Reutemann               | Argentinië          | 6                    | 1972–1982                 | Argentinië 1972            | Las Vegas 1981             |
| 42 | Emerson Fittipaldi**           | Brazilië            | 6                    | 1970–1980                 | Monaco 1972                | Canada 1974                |
| 42 | Jean-Pierre Jabouille          | Frankrijk           | 6                    | 1974–1975 1977–1981       | Zuid-Afrika 1979           | Zuid-Afrika 1980           |
| 42 | Alan Jones*                    | Australië           | 6                    | 1975–1981 1983 1985–1986  | Groot-Brittannië 1979      | Duitsland 1980             |
| 42 | Ralf Schumacher                | Duitsland           | 6                    | 1997–2007                 | Frankrijk 2001             | Japan 2005                 |
| 42 | Carlos Sainz jr.               | Spanje              | 6                    | 2015–heden                | Groot-Brittannië 2022      | Mexico-Stad 2024           |
| 42 | George Russell                 | Verenigd Koninkrijk | 6                    | 2019–heden                | Hongarije 2022             | Canada 2025                |
| 50 | Nino Farina*                   | Italië              | 5                    | 1950–1955                 | Groot-Brittannië 1950      | Argentinië 1954            |
| 50 | Chris Amon                     | Nieuw-Zeeland       | 5                    | 1963–1976                 | Spanje 1968                | Frankrijk 1972             |
| 50 | Clay Regazzoni                 | Zwitserland         | 5                    | 1970–1980                 | Mexico 1970                | Verenigde Staten West 1976 |
| 50 | Keke Rosberg*                  | Finland             | 5                    | 1978–1986                 | Groot-Brittannië 1982      | Duitsland 1986             |
| 50 | Patrick Tambay                 | Frankrijk           | 5                    | 1977–1979 1981–1986       | Verenigde Staten West 1983 | Frankrijk 1984             |
| 55 | Mike Hawthorn*                 | Verenigd Koninkrijk | 4                    | 1952–1958                 | België 1958                | Marokko 1958               |
| 55 | Didier Pironi                  | Frankrijk           | 4                    | 1978–1982                 | Monaco 1980                | Duitsland 1982             |
| 55 | Giancarlo Fisichella           | Italië              | 4                    | 1996–2009                 | Oostenrijk 1998            | België 2009                |
| 55 | Jarno Trulli                   | Italië              | 4                    | 1997–2011                 | Monaco 2004                | Bahrein 2009               |
| 55 | Oscar Piastri                  | Australië           | 4                    | 2023–heden                | China 2025                 | Spanje 2025                |
| 60 | José Froilán González          | Argentinië          | 3                    | 1950–1957 1960            | Groot-Brittannië 1951      | Argentinië 1955            |
| 60 | Tony Brooks                    | Verenigd Koninkrijk | 3                    | 1956–1961                 | Monaco 1958                | Duitsland 1959             |
| 60 | Dan Gurney                     | Verenigde Staten    | 3                    | 1959–1968 1970            | Duitsland 1962             | België 1964                |
| 60 | Jean-Pierre Jarier             | Frankrijk           | 3                    | 1971 1973–1983            | Argentinië 1975            | Canada 1978                |
| 60 | Jody Scheckter*                | Zuid-Afrika         | 3                    | 1972–1980                 | Zweden 1976                | Monaco 1979                |
| 60 | Elio De Angelis                | Italië              | 3                    | 1979–1986                 | Europa 1983                | Canada 1985                |
| 60 | Teo Fabi                       | Italië              | 3                    | 1982 1984–1987            | Duitsland 1985             | Italië 1986                |
| 60 | Daniel Ricciardo               | Australië           | 3                    | 2011–2022 2023–2024       | Monaco 2016                | Mexico 2018                |
| 60 | Sergio Pérez                   | Mexico              | 3                    | 2011–2024                 | Saoedi-Arabië 2022         | Miami 2023                 |
| 69 | Stuart Lewis-Evans             | Verenigd Koninkrijk | 2                    | 1957–1958                 | Italië 1957                | Nederland 1958             |
| 69 | Jo Siffert                     | Zwitserland         | 2                    | 1962–1971                 | Mexico 1968                | Oostenrijk 1971            |
| 69 | John Watson                    | Verenigd Koninkrijk | 2                    | 1973–1983 1985            | Monaco 1977                | Frankrijk 1978             |
| 69 | Gilles Villeneuve              | Canada              | 2                    | 1977–1982                 | Verenigde Staten West 1979 | San Marino 1981            |
| 69 | Michele Alboreto               | Italië              | 2                    | 1981–1994                 | België 1984                | Brazilië 1985              |
| 69 | Jean Alesi                     | Frankrijk           | 2                    | 1989–2001                 | Italië 1994                | Italië 1997                |
| 69 | Heinz-Harald Frentzen          | Duitsland           | 2                    | 1994–2003                 | Monaco 1997                | Europa 1999                |
| 76 | Walt Faulkner                  | Verenigde Staten    | 1                    | 1950–1951 1953–1955       | Indianapolis 500 1950      | Indianapolis 500 1950      |
| 76 | Duke Nalon                     | Verenigde Staten    | 1                    | 1951–1953                 | Indianapolis 500 1951      | Indianapolis 500 1951      |
| 76 | Fred Agabashian                | Verenigde Staten    | 1                    | 1950–1957                 | Indianapolis 500 1952      | Indianapolis 500 1952      |
| 76 | Bill Vukovich                  | Verenigde Staten    | 1                    | 1951–1955                 | Indianapolis 500 1953      | Indianapolis 500 1953      |
| 76 | Jack McGrath                   | Verenigde Staten    | 1                    | 1950–1955                 | Indianapolis 500 1954      | Indianapolis 500 1954      |
| 76 | Jerry Hoyt                     | Verenigde Staten    | 1                    | 1950 1953–1955            | Indianapolis 500 1955      | Indianapolis 500 1955      |
| 76 | Eugenio Castellotti            | Italië              | 1                    | 1955–1957                 | België 1955                | België 1955                |
| 76 | Pat Flaherty                   | Verenigde Staten    | 1                    | 1950 1953–1956 1959       | Indianapolis 500 1956      | Indianapolis 500 1956      |
| 76 | Pat O'Connor                   | Verenigde Staten    | 1                    | 1954–1958                 | Indianapolis 500 1957      | Indianapolis 500 1957      |
| 76 | Dick Rathmann                  | Verenigde Staten    | 1                    | 1950 1956–1960            | Indianapolis 500 1958      | Indianapolis 500 1958      |
| 76 | Johnny Thomson                 | Verenigde Staten    | 1                    | 1953–1960                 | Indianapolis 500 1959      | Indianapolis 500 1959      |
| 76 | Jo Bonnier                     | Zweden              | 1                    | 1956–1971                 | Nederland 1959             | Nederland 1959             |
| 76 | Eddie Sachs                    | Verenigde Staten    | 1                    | 1957–1960                 | Indianapolis 500 1960      | Indianapolis 500 1960      |
| 76 | Wolfgang Graf Berghe von Trips | Duitsland           | 1                    | 1956–1961                 | Italië 1961                | Italië 1961                |
| 76 | Lorenzo Bandini                | Italië              | 1                    | 1961–1967                 | Frankrijk 1966             | Frankrijk 1966             |
| 76 | Mike Parkes                    | Verenigd Koninkrijk | 1                    | 1959 1966–1967            | Italië 1966                | Italië 1966                |
| 76 | Peter Revson                   | Verenigde Staten    | 1                    | 1964 1971–1974            | Canada 1972                | Canada 1972                |
| 76 | Denny Hulme*                   | Nieuw-Zeeland       | 1                    | 1965–1974                 | Zuid-Afrika 1973           | Zuid-Afrika 1973           |
| 76 | Patrick Depailler              | Frankrijk           | 1                    | 1972 1974–1980            | Zweden 1974                | Zweden 1974                |
| 76 | José Carlos Pace               | Brazilië            | 1                    | 1972–1977                 | Zuid-Afrika 1975           | Zuid-Afrika 1975           |
| 76 | Vittorio Brambilla             | Italië              | 1                    | 1974–1980                 | Zweden 1975                | Zweden 1975                |
| 76 | Tom Pryce                      | Verenigd Koninkrijk | 1                    | 1974–1977                 | Groot-Brittannië 1975      | Groot-Brittannië 1975      |
| 76 | Bruno Giacomelli               | Italië              | 1                    | 1977–1983 1990            | Verenigde Staten 1980      | Verenigde Staten 1980      |
| 76 | Andrea de Cesaris              | Italië              | 1                    | 1980–1994                 | Verenigde Staten West 1982 | Verenigde Staten West 1982 |
| 76 | Thierry Boutsen                | België              | 1                    | 1983–1993                 | Hongarije 1990             | Hongarije 1990             |
| 76 | Nick Heidfeld                  | Duitsland           | 1                    | 2000–2011                 | Europa 2005                | Europa 2005                |
| 76 | Robert Kubica                  | Polen               | 1                    | 2006–2010 2019            | Bahrein 2008               | Bahrein 2008               |
| 76 | Heikki Kovalainen              | Finland             | 1                    | 2007–2013                 | Groot-Brittannië 2008      | Groot-Brittannië 2008      |
| 76 | Nico Hülkenberg                | Duitsland           | 1                    | 2010 2012–2020 2022–heden | Brazilië 2010              | Brazilië 2010              |
| 76 | Pastor Maldonado               | Venezuela           | 1                    | 2011–2015                 | Spanje 2012                | Spanje 2012                |
| 76 | Lance Stroll                   | Canada              | 1                    | 2017–heden                | Turkije 2020               | Turkije 2020               |
| 76 | Kevin Magnussen                | Denemarken          | 1                    | 2014 2016–2020 2022–2024  | São Paulo 2022             | São Paulo 2022             |

## Aantal polepositions naar nationaliteit
Tabel bijgewerkt tot en met de kwalificatie van de GP van Hongarije, 2 augustus 2025.
| Legenda | Legenda                |
| ------- | ---------------------- |
| Vet     | Coureur actief in 2025 |

|    | Land                | Aantal polepositions | Aantal coureurs | Coureurs |
| -- | ------------------- | -------------------- | --------------- | --- |
| 1  | Verenigd Koninkrijk | 309                  | 19              | Lewis Hamilton (104), Jim Clark (33), Nigel Mansell (32), Damon Hill (20), Jackie Stewart (17), Stirling Moss (16), James Hunt (14), Graham Hill (13), Lando Norris (13), David Coulthard (12), John Surtees (8), Jenson Button (8), George Russell (6), Mike Hawthorn (4), Tony Brooks (3), Stuart Lewis-Evans (2), John Watson (2), Mike Parkes (1), Tom Pryce (1) |
| 2  | Duitsland           | 166                  | 8               | Michael Schumacher (68), Sebastian Vettel (57), Nico Rosberg (30), Ralf Schumacher (6), Heinz-Harald Frentzen (2), Wolfgang von Trips (1), Nick Heidfeld (1), Nico Hülkenberg (1) |
| 3  | Brazilië            | 126                  | 6               | Ayrton Senna (65), Nelson Piquet sr. (24), Felipe Massa (16), Emerson Fittipaldi (6), Rubens Barrichello (14), José Carlos Pace (1) |
| 4  | Frankrijk           | 79                   | 9               | Alain Prost (33), René Arnoux (18), Jacques Laffite (7), Jean-Pierre Jabouille (6), Patrick Tambay (5), Didier Pironi (4), Jean-Pierre Jarier (3), Jean Alesi (2), Patrick Depailler (1) |
| 5  | Finland             | 70                   | 5               | Mika Häkkinen (26), Valtteri Bottas (20), Kimi Räikkönen (18), Keke Rosberg (5), Heikki Kovalainen (1) |
| 6  | Italië              | 48                   | 13              | Alberto Ascari (14), Riccardo Patrese (8), Giuseppe Farina (5), Giancarlo Fisichella (4), Jarno Trulli (4), Elio De Angelis (3), Teo Fabi (3), Michele Alboreto (2), Eugenio Castellotti (1), Lorenzo Bandini (1), Vittorio Brambilla (1), Bruno Giacomelli (1), Andrea de Cesaris (1)                                                                               |
| 7  | Oostenrijk          | 46                   | 3               | Niki Lauda (24), Gerhard Berger (12), Jochen Rindt (10) |
| 8  | Nederland           | 44                   | 1               | Max Verstappen (44) |
| 9  | Verenigde Staten    | 39                   | 15              | Mario Andretti (18), Phil Hill (6), Dan Gurney (3), Walt Faulkner (1), Duke Nalon (1), Fred Agabashian (1), Bill Vukovich (1), Jack McGrath (1), Jerry Hoyt (1), Pat Flaherty (1), Pat O'Connor (1), Dick Rathmann (1), Johnny Thomson (1), Eddie Sachs (1), Peter Revson (1)                                                                                        |
| 9  | Australië           | 39                   | 4               | Jack Brabham (13), Mark Webber (13), Alan Jones (6), Oscar Piastri (4), Daniel Ricciardo (3) |
| 11 | Argentinië          | 38                   | 3               | Juan Manuel Fangio (29), Carlos Reutemann (6), José Froilán González (3) |
| 12 | Spanje              | 28                   | 2               | Fernando Alonso (22), Carlos Sainz jr. (6) |
| 13 | Monaco              | 27                   | 1               | Charles Leclerc (27) |
| 14 | Canada              | 16                   | 3               | Jacques Villeneuve (13), Gilles Villeneuve (2), Lance Stroll (1) |
| 15 | Zweden              | 15                   | 2               | Ronnie Peterson (14), Jo Bonnier (1) |
| 16 | België              | 14                   | 2               | Jacky Ickx (13), Thierry Boutsen (1) |
| 17 | Colombia            | 13                   | 1               | Juan Pablo Montoya (13) |
| 18 | Zwitserland         | 7                    | 2               | Clay Regazzoni (5), Jo Siffert (2) |
| 19 | Nieuw-Zeeland       | 6                    | 2               | Chris Amon (5), Denny Hulme (1) |
| 20 | Zuid-Afrika         | 3                    | 1               | Jody Scheckter (3) |
| 20 | Mexico              | 3                    | 1               | Sergio Pérez (3) |
| 22 | Polen               | 1                    | 1               | Robert Kubica (1) |
| 22 | Venezuela           | 1                    | 1               | Pastor Maldonado (1) |
| 22 | Denemarken          | 1                    | 1               | Kevin Magnussen (1) |

## Meeste polepositions per seizoen
Tabel bijgewerkt tot en met de kwalificatie van de GP van Hongarije, 2 augustus 2025.
| Legenda | Legenda                                    |
| ------- | ------------------------------------------ |
|         | Coureur actief in 2025                     |
| Vet     | Formule 1 Wereldkampioen in hetzelfde jaar |

| Jaar   | Coureur               | Constructeur               | Aantal polepositions | Aantal races | Percentage |
| ------ | --------------------- | -------------------------- | -------------------- | ------------ | ---------- |
| 1950   | Juan Manuel Fangio    | Alfa Romeo                 | 4                    | 7            | 57,14%     |
| 1951   | Juan Manuel Fangio    | Alfa Romeo                 | 4                    | 8            | 50,00%     |
| 1952   | Alberto Ascari        | Ferrari                    | 5                    | 8            | 62,50%     |
| 1953   | Alberto Ascari        | Ferrari                    | 6                    | 9            | 66,67%     |
| 1954   | Juan Manuel Fangio    | Maserati Mercedes-Benz     | 5                    | 9            | 55,56%     |
| 1955   | Juan Manuel Fangio    | Mercedes-Benz              | 3                    | 7            | 42,86%     |
| 1956   | Juan Manuel Fangio    | Ferrari                    | 6                    | 8            | 75,00%     |
| 1957   | Juan Manuel Fangio    | Maserati                   | 4                    | 8            | 50,00%     |
| 1958   | Mike Hawthorn         | Ferrari                    | 4                    | 11           | 36,36%     |
| 1959   | Stirling Moss         | Cooper-Climax              | 2                    | 9            | 22,22%     |
| 1960   | Stirling Moss         | Cooper-Climax              | 4                    | 10           | 40,00%     |
| 1961   | Phil Hill             | Ferrari                    | 5                    | 8            | 62,50%     |
| 1962   | Jim Clark             | Lotus-Climax               | 6                    | 9            | 66,67%     |
| 1963   | Jim Clark             | Lotus-Climax               | 7                    | 10           | 70,00%     |
| 1964   | Jim Clark             | Lotus-Climax               | 5                    | 10           | 50,00%     |
| 1965   | Jim Clark             | Lotus-Climax               | 6                    | 10           | 60,00%     |
| 1966   | Jack Brabham          | Brabham-Repco              | 3                    | 9            | 33,33%     |
| 1967   | Jim Clark             | Lotus-Ford                 | 6                    | 11           | 54,54%     |
| 1968   | Chris Amon            | Ferrari                    | 3                    | 12           | 25,00%     |
| 1969   | Jochen Rindt          | Lotus-Ford                 | 5                    | 11           | 45,45%     |
| 1970   | Jackie Stewart        | Tyrrell-Ford               | 4                    | 13           | 30,77%     |
| 1970   | Jacky Ickx            | Ferrari                    | 4                    | 13           | 30,77%     |
| 1971   | Jackie Stewart        | Tyrrell-Ford               | 6                    | 11           | 54,55%     |
| 1972   | Jacky Ickx            | Ferrari                    | 4                    | 12           | 33,33%     |
| 1973   | Ronnie Peterson       | Lotus-Ford                 | 9                    | 15           | 60,00%     |
| 1974   | Niki Lauda            | Ferrari                    | 9                    | 15           | 60,00%     |
| 1975   | Niki Lauda            | Ferrari                    | 9                    | 14           | 64,29%     |
| 1976   | James Hunt            | McLaren-Ford               | 8                    | 16           | 50,00%     |
| 1977   | Mario Andretti        | Lotus-Ford                 | 7                    | 17           | 41,18%     |
| 1978   | Mario Andretti        | Lotus-Ford                 | 8                    | 16           | 50,00%     |
| 1979   | Jacques Laffite       | Ligier-Ford                | 4                    | 15           | 26,67%     |
| 1979   | Jean-Pierre Jabouille | Renault                    | 4                    | 15           | 26,67%     |
| 1980   | Alan Jones            | Williams-Ford              | 3                    | 14           | 21,43%     |
| 1980   | René Arnoux           | Renault                    | 3                    | 14           | 21,43%     |
| 1981   | René Arnoux           | Renault                    | 4                    | 15           | 26,67%     |
| 1981   | Nelson Piquet         | Brabham-Ford               | 4                    | 15           | 26,67%     |
| 1982   | René Arnoux           | Renault                    | 5                    | 16           | 31,25%     |
| 1982   | Alain Prost           | Renault                    | 5                    | 16           | 31,25%     |
| 1983   | René Arnoux           | Ferrari                    | 4                    | 15           | 26,67%     |
| 1983   | Patrick Tambay        | Ferrari                    | 4                    | 15           | 26,67%     |
| 1984   | Nelson Piquet         | Brabham-BMW                | 9                    | 16           | 56,25%     |
| 1985   | Ayrton Senna          | Lotus-Renault              | 7                    | 16           | 43,75%     |
| 1986   | Ayrton Senna          | Lotus-Renault              | 8                    | 16           | 50,00%     |
| 1987   | Nigel Mansell         | Williams-Honda             | 8                    | 16           | 50,00%     |
| 1988   | Ayrton Senna          | McLaren-Honda              | 13                   | 16           | 81,25%     |
| 1989   | Ayrton Senna          | McLaren-Honda              | 13                   | 16           | 81,25%     |
| 1990   | Ayrton Senna          | McLaren-Honda              | 10                   | 16           | 62,50%     |
| 1991   | Ayrton Senna          | McLaren-Honda              | 8                    | 16           | 50,00%     |
| 1992   | Nigel Mansell         | Williams-Renault           | 14                   | 16           | 87,50%     |
| 1993   | Alain Prost           | Williams-Renault           | 13                   | 16           | 81,25%     |
| 1994   | Michael Schumacher    | Benetton-Ford              | 6                    | 16           | 37,50%     |
| 1995   | Damon Hill            | Williams-Renault           | 7                    | 17           | 41,18%     |
| 1996   | Damon Hill            | Williams-Renault           | 6                    | 16           | 56,25%     |
| 1997   | Jacques Villeneuve    | Williams-Renault           | 10                   | 17           | 58,82%     |
| 1998   | Mika Häkkinen         | McLaren-Mercedes           | 9                    | 16           | 56,25%     |
| 1999   | Mika Häkkinen         | McLaren-Mercedes           | 11                   | 16           | 68,75%     |
| 2000   | Michael Schumacher    | Ferrari                    | 9                    | 17           | 52,94%     |
| 2001   | Michael Schumacher    | Ferrari                    | 11                   | 17           | 64,71%     |
| 2002   | Juan Pablo Montoya    | Williams-BMW               | 7                    | 17           | 41,18%     |
| 2002   | Michael Schumacher    | Ferrari                    | 7                    | 17           | 41,18%     |
| 2003   | Michael Schumacher    | Ferrari                    | 5                    | 16           | 31,25%     |
| 2004   | Michael Schumacher    | Ferrari                    | 8                    | 18           | 44,44%     |
| 2005   | Fernando Alonso       | Renault                    | 6                    | 19           | 31,58%     |
| 2006   | Fernando Alonso       | Renault                    | 6                    | 18           | 33,33%     |
| 2007   | Lewis Hamilton        | McLaren-Mercedes           | 6                    | 17           | 35,29%     |
| 2007   | Felipe Massa          | Ferrari                    | 6                    | 17           | 35,29%     |
| 2008   | Lewis Hamilton        | McLaren-Mercedes           | 7                    | 18           | 38,89%     |
| 2009   | Jenson Button         | Brawn-Mercedes             | 4                    | 17           | 23,53%     |
| 2009   | Sebastian Vettel      | Red Bull Racing-Renault    | 4                    | 17           | 23,53%     |
| 2009   | Lewis Hamilton        | McLaren-Mercedes           | 4                    | 17           | 23,53%     |
| 2010   | Sebastian Vettel      | Red Bull Racing-Renault    | 10                   | 19           | 52,63%     |
| 2011   | Sebastian Vettel      | Red Bull Racing-Renault    | 15                   | 19           | 78,95%     |
| 2012   | Lewis Hamilton        | McLaren-Mercedes           | 7                    | 20           | 35,00%     |
| 2013   | Sebastian Vettel      | Red Bull Racing-Renault    | 9                    | 19           | 47,37%     |
| 2014   | Nico Rosberg          | Mercedes                   | 11                   | 19           | 57,89%     |
| 2015   | Lewis Hamilton        | Mercedes                   | 11                   | 19           | 57,89%     |
| 2016   | Lewis Hamilton        | Mercedes                   | 12                   | 21           | 57,14%     |
| 2017   | Lewis Hamilton        | Mercedes                   | 11                   | 20           | 55,00%     |
| 2018   | Lewis Hamilton        | Mercedes                   | 11                   | 21           | 52,38%     |
| 2019   | Charles Leclerc       | Ferrari                    | 7                    | 21           | 33,33%     |
| 2020   | Lewis Hamilton        | Mercedes                   | 10                   | 17           | 58,82%     |
| 2021   | Max Verstappen        | Red Bull Racing-Honda      | 10                   | 22           | 45,45%     |
| 2022   | Charles Leclerc       | Ferrari                    | 9                    | 22           | 40,91%     |
| 2023   | Max Verstappen        | Red Bull Racing-Honda RBPT | 12                   | 22           | 54,55%     |
| 2024   | Max Verstappen        | Red Bull Racing-Honda RBPT | 8                    | 24           | 33,33%     |
| 2024   | Lando Norris          | McLaren-Mercedes           | 8                    | 24           | 33,33%     |
| 2025 * | Oscar Piastri         | McLaren-Mercedes           | 4 *                  | 14 *         | 28,57 *    |
| 2025 * | Max Verstappen        | Red Bull Racing-Honda RBPT | 4 *                  | 14 *         | 28,57 *    |
| 2025 * | Lando Norris          | McLaren-Mercedes           | 4 *                  | 14 *         | 28,57 *    |

* Seizoen loopt nog.